# Дмитриади, Людмила Леонидовна
Людмила Леонидовна Дмитриади (до замужества — Лапшина) (24 сентября 1969) — советская и узбекистанская легкоатлетка, выступавшая в беге на короткие дистанции. Участвовала в летних Олимпийских играх 1996 и 2000 годов.

## Биография
Людмила Дмитриади родилась 24 сентября 1969 года.
Дебютировала на международных соревнованиях по лёгкой атлетике в 1987 году, показав в Бирмингеме в беге на 100 метров результат 11,71 секунды и выступив в составе сборной СССР в эстафете 4х100 метров.
Дважды была призёром летних Азиатских игр в эстафете 4х100 метров в составе сборной Узбекистана. В 1998 году в Бангкоке завоевала серебряную медаль вместе с Еленой Квятковской, Гузелью Хуббиевой и Любовью Перепеловой (44,38 секунды). В 2002 году в Пусане выиграла бронзовую медаль в квартете с Анной Казаковой, Хуббиевой и Перепеловой (44,32).
В 1996 году вошла в состав сборной Узбекистана на летних Олимпийских играх в Атланте. В беге на 100 метров в 1/8 финала заняла 6-е место среди 7 участниц забега с результатом 12,04 секунды. В беге на 200 метров в 1/8 финала заняла 8-е место среди 8 участниц забега (24,88).
В 2000 году вошла в состав сборной Узбекистана на летних Олимпийских играх в Сиднее. В эстафете 4х100 метров квартет, в который также входили Квятковская, Перепелова и Хуббиева, показал 22-й результат (45,14) и не попал в полуфинал.
Завершила выступления в 2007 году.

## Личные рекорды
- Бег на 60 метров — 7,59 (3 марта 2002, Тяньцзинь)[2]
- Бег на 100 метров — 11,53 (13 декабря 1998, Бангкок)[2]
- Бег на 200 метров — 23,59 (17 июня 2001, Бишкек)[2]
- Бег на 400 метров — 55,85 (30 сентября 2005, Ташкент)[2]